# Atletismo nos Jogos Olímpicos de Verão de 1896 - Salto em altura masculino
A competição do Salto em altura masculino foi realizada no dia 10 de abril no Estádio Panathinaiko. 5 atletas competiram.

## Medalhistas
| Ouro   | USA Ellery Clark                      |
| Prata  | USA Robert Garrett USA James Connolly |
| Bronze | Nenhuma                               |

## Resultados
| Pos. | Atleta             | Marca  |
| ---- | ------------------ | ------ |
|      | USA Ellery Clark   | 1.81 m |
|      | USA Robert Garrett | 1.65 m |
|      | USA James Connolly | 1.65 m |
| 4    | SWE Henrik Sjöberg | 1.60 m |
| 5    | GER Fritz Hoffmann | 1.55 m |